# Verwaltungsgemeinschaft Sättelstädt
In der Verwaltungsgemeinschaft Sättelstädt in Thüringen hatten sich drei Gemeinden zur Erledigung ihrer Verwaltungsgeschäfte zusammengeschlossen. Sitz war in Sättelstädt. Bis zur Kreisreform Thüringen 1994 lag sie im Kreis Eisenach, ab dem 1. Juli 1994 bis zu ihrer Auflösung im Wartburgkreis.
Die Verwaltungsgemeinschaft wurde am 1. August 1991 gegründet. Mitgliedsgemeinden waren die Gemeinden Hastrungsfeld-Burla, Kälberfeld und Sättelstädt.
Die Auflösung erfolgte am 31. Dezember 1995. Mit Wirkung zum 1. Januar 1996 wurde aus den drei Mitgliedsgemeinden sowie den Gemeinden Großenlupnitz und Wenigenlupnitz die neue Gemeinde Hörselberg gebildet. Die ehemaligen Mitgliedsgemeinden sind heute Ortsteile der Gemeinde Hörselberg-Hainich.

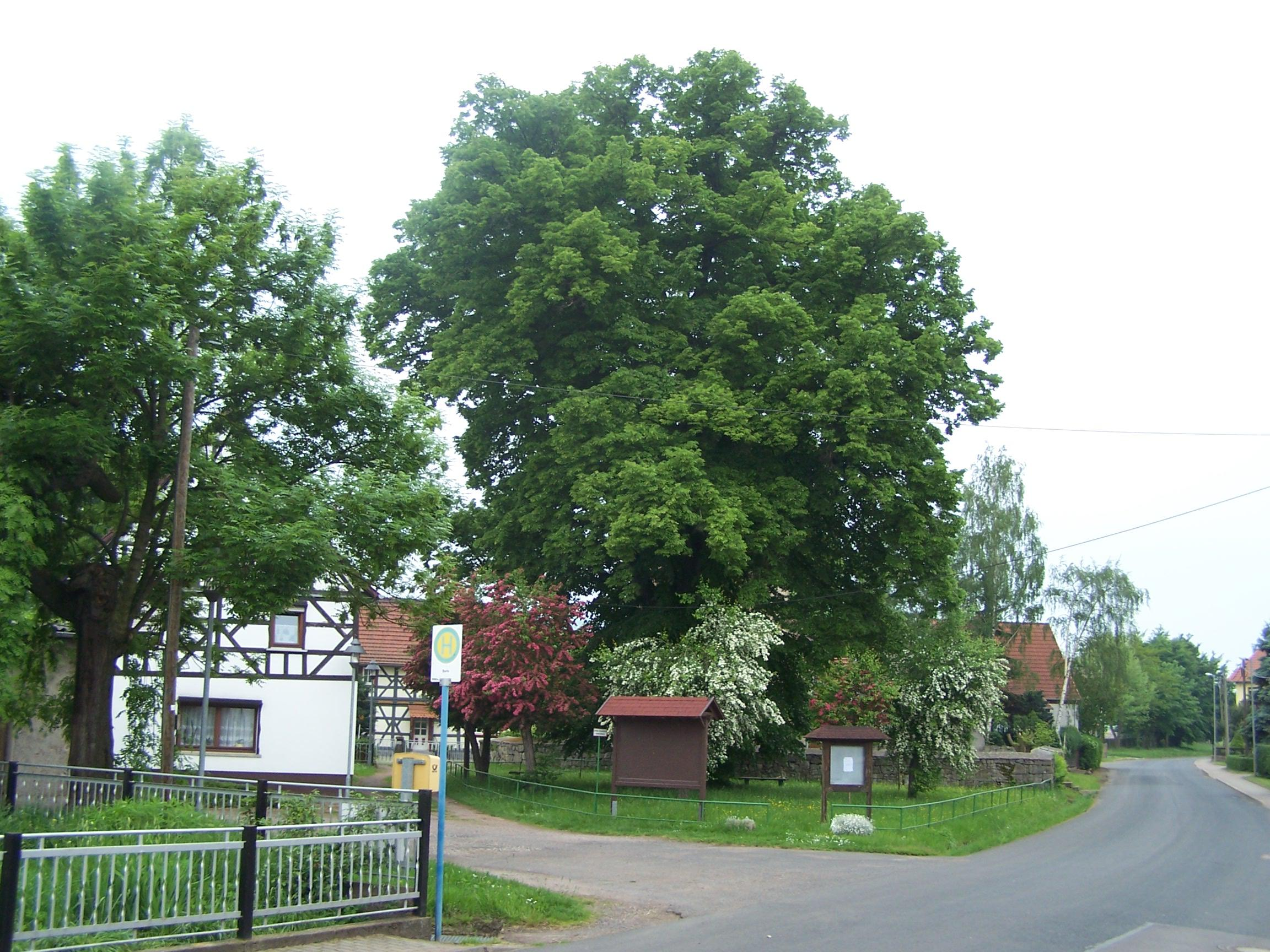
Burla
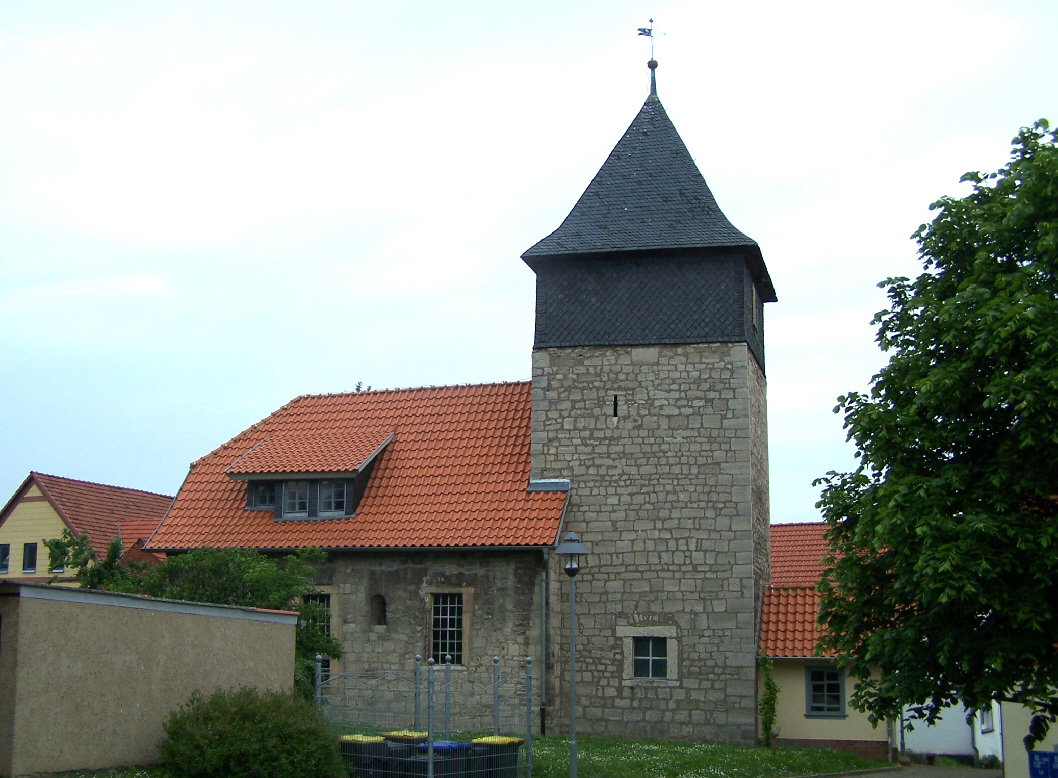
Hastrungsfeld
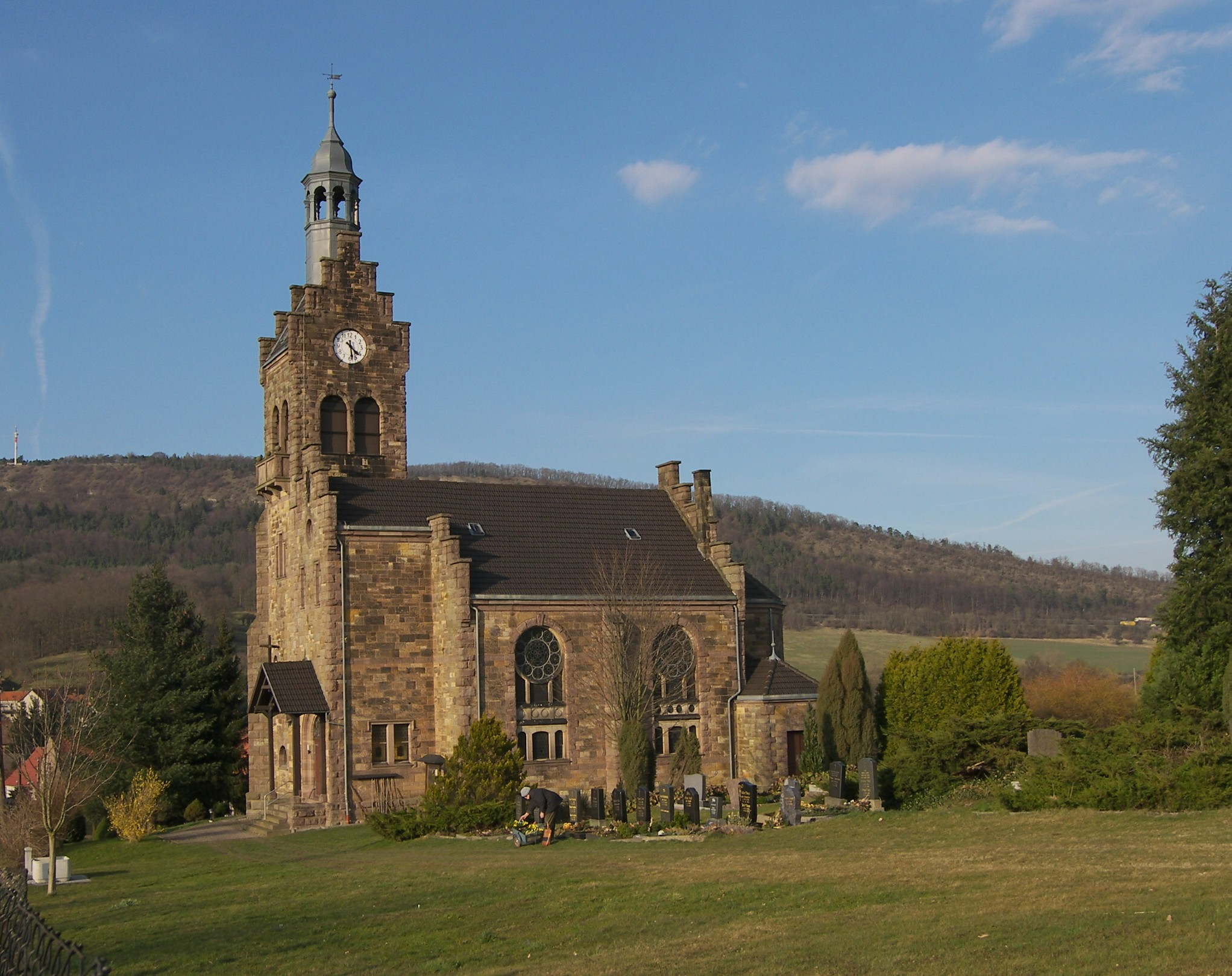
Kälberfeld
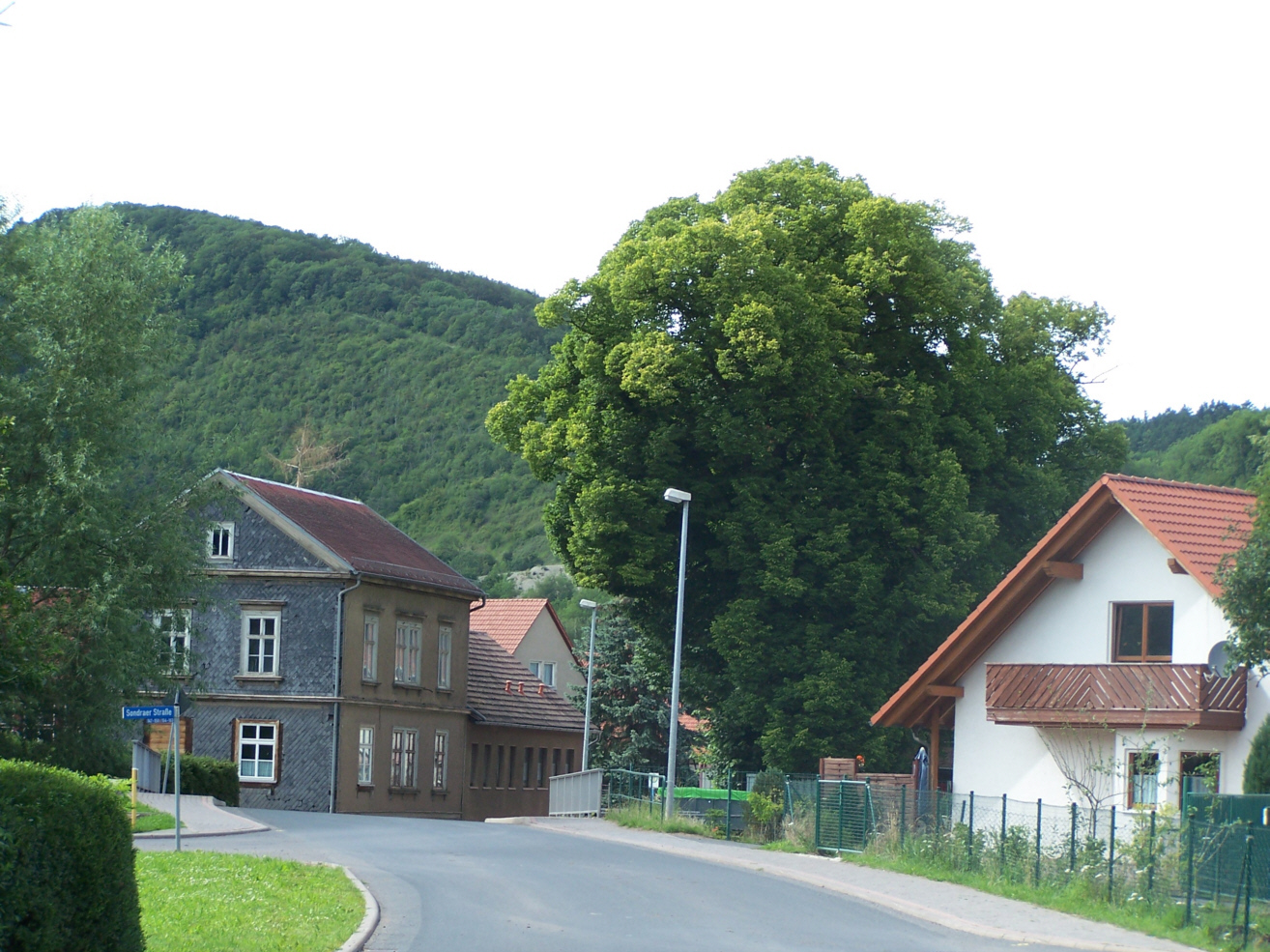
Sättelstädt